# زبان دولگانی
زبان دولگان از زبان‌های ترکی و از شاخه زبان‌های ترکی سیبری است که در شبه جزیره تایمیر در نزدیکی اقیانوس منجمد شمالی توسط پنج هزار تن از دولگان‌ها بدان تکلم می‌شود. الفبای نگارش این زبان سیریلیک است و نزدیکی زیادی با زبان یاکوتی دارد. این زبان به طور قطع در معرض خطر Definitely endangered قرار دارد.    